# Fritz Aurich
Fritz Aurich (4. dubna 1892, Liberec – ?) byl český matematik.

## Život
V roce 1915 zahájil na vídeňské univerzitě řízení pro získání učitelské způsobilosti, ale zkoušky mohl vykonat až po válce 17. února 1919. Během posledních dvou let svého studia (1913 – 1915) byl pomocným asistentem deskriptivní geometrie na technice ve Vídni u profesorů Müllera a Schmida. Svoji učitelskou dráhu začal 18. února 1919 jako suplent na státní reálce ve III. vídeňském obvodu. V následujícím školním roce pak učil jako suplent na střední škole ve Wiener Neustadt.
Dne 1. října roku 1920 jmenován náhradním asistentem deskriptivní geometrie na německé technice v Brně do doby, než se vrátí řádní asistenti z ruského zajetí. V polovině roku 1921 byl jmenován asistentem řádným. Místo mu bylo několikrát prodlouženo až do roku 1928, kdy již nebylo možné další prodloužení, neboť nevykazoval žádnou vědeckou práci. Proto 23. června ministerstvo souhlasilo s tím, aby zcela výjimečně zůstal na škole jako pomocná vědecká síla s dosavadním platem. Takto Aurich na škole působil až do roku 1934.
Během svého působení v Brně se Aurich od roku 1922 mnohokrát pokusil získat místo učitele matematiky a deskriptivní geometrie na německých středních školách v Liberci, Chebu, Ústí nad Labem, Moravské Ostravě a Brně. Až 1. září 1934 byl jmenován suplentem na německé státní reálce v Brně. V roce 1941 suploval za nemocného profesora Kreutzingera přednášky z kinematické geometrie na technice.